# Piriqueta caiapoensis
Piriqueta caiapoensis är en passionsblomsväxtart som beskrevs av M.M. Arbo. Piriqueta caiapoensis ingår i släktet Piriqueta och familjen passionsblomsväxter. Inga underarter finns listade i Catalogue of Life.